# Шутценбергер, Поль
Поль Шутценбергер (фр. Paul Schützenberger; 1829—1897) — французский врач и химик, совершил многочисленные открытия в областях неорганической, органической и физиологической химии. Он установил состав большого количества алкалоидов и красителей растительного происхождения, изучал гидролиз белков и свойства целлюлозы, открыл ацетат целлюлозы. Впервые получил сульфоксиловую кислоту, синтезировал многие бисульфиты и показал их применение для дозировки растворённого кислорода. Открыл карбонилы платинохлористоводородной и платинофосфорной кислот, установил существование карбида кремния.

## Биография
Поль Шутценбергер родился 23 декабря 1829 г. в Страсбурге, сын Жоржа Фридриха Шутценбергера (1779—1859), бывшего мэра города, преподававшего на юридическом факультете. Он принадлежал к старинному городскому роду, отличившемуся в общественной, промышленной и художественной деятельности. Один из его дядей, Карл Шутценбергер (1809—1881) был профессором медицинской химии Страсбургского университета, а другой, Луи — владельцем крупного пивоваренного завода. Начальное образование Поль получил в Страсбургском лицее и в 1847 г. получил диплом бакалавра литературы; в 1849 г. он также сдал экзамен на степень бакалавра естественных наук. Под влиянием своего дяди он начал изучать медицину в Страсбургском университете и окончил его в 1855 г., защитив диссертацию о костной системе в нормальных и патологических условиях с точки зрения строения и состава (1855). Во время обучения медицине он работал у Луи-Виктора Амидйе Кайо в качестве помощника врача (1850), а затем в качестве врача-повара (1850). Научная карьера Шутценбергера была быстрой, интенсивной и разнообразной.
В 1853 г. Жан-Франсуа Персоз (1805—1868), профессор химии Парижской консерватории искусств и ремесел, пригласил его в качестве преподавателя курса крашения и печати. Через год Шутценбергер вернулся в Эльзас в качестве ответственного за курс в профессиональной школе Мюлуза, а в 1855 г. был назначен профессором химии в Высшей школе прикладных наук Мюлуза. Находясь там, он нашел время для продолжения учёбы, получил лицензию по физическим наукам (1859) и диплом по химии медицинского факультета Страсбурга (1860), одновременно готовя докторскую диссертацию для Парижского факультета наук. В 1863 г. после успешной защиты диссертации о замещении солей металлов электроотрицательными элементами ему была присвоена степень доктора физических наук. Сразу после этого Шутценбергер переехал в Париж, где стал работать в качестве ассистента Антуана-Жирома Балара, профессора минеральной химии в Коллеж де Франс.
В 1868 г. Виктор Дюрюи (1811—1894), министр народного просвещения Франции, создал в Сорбонне Практическую школу высших исследований и назначил её номинальным директором Анри Сент-Клера Девиля. Девиль сразу же выбрал Шутценбергера в качестве помощника директора. В 1874 г. Шутценбергер заменил Вюртца в Медицинской академии, а в 1876 г., после смерти Балара, Шутценбергер сменил его на кафедре минеральной химии в Коллеж де Франс. В 1882 г. он стал профессором-руководителем муниципальной Школы физики и химии, организованной им с помощью эльзасских друзей по образцу школы в Мюлузе.
Он был первым директором Высшей школы физики и промышленной химии в Париже, основанной в 1882 г. В 1888 г. Шутценбергер был избран членом химической секции Академии наук, сменив на этом посту Анри Дебре, который только что скончался. Поль Шутценбергер скончался 26 июня 1897 г. в Мизи, Сена и Уаза, после тяжёлой болезни.
За свой вклад в науку и промышленность Шутценбергер был удостоен многих наград и почестей. Он был удостоен Большого ордена Лилльского промышленного общества, золотой медали Всемирной выставки 1867 г., премии Жеккера Академии наук (1872), золотой медали Северного промышленного общества Франции (1881), Большой почетной медали Мюлузского промышленного общества. Он был избран членом Химического общества Франции (1860) и трижды занимал пост его президента (1871, 1872, 1874); являлся членом Совета по гигиене(1877) и Медицинской академии. В 1868 г. он был назначен кавалером ордена Почетного легиона, а в 1885 г. получил звание офицера.

## Научная деятельность

### Растительные красители
Крашение одежды было центральным промышленным видом деятельности в Мюлузе, и это стало естественной отправной точкой для исследований Шутценбергера. В 1856 г. он измерил растворимость в воде красящего вещества марены (Rubia tinctorum) в диапазоне от 100°С до 250°С. Было установлено, что марена содержит краситель, смешанный со слишком большим количеством примесей, чтобы позволить однократную обработку водой в закрытом сосуде и получить удовлетворительное измерение растворимости. По этой причине они решили использовать концентрированный экстракт, приготовленный по методу, описанному Жаном Гербером и Эдмундом Дольфусом, при котором цветы марены сначала мацерировали кипящим метанолом, а затем фильтровали. При добавлении к фильтрату дистиллированной воды выпадал обильный жёлтый осадок, который был отделен, промыт дистиллированной водой, а затем высушен. В результате был получен блестящий порошок ярко-желто-коричневого цвета, который превышает красящую способность массы сырой марены, откуда был выделен, в 40 раз. Красящее вещество было выделено очень чистым и было перекристаллизовано второй раз в воде с температурой 250°С, чтобы избавиться от небольшого количества смолы, которая могла остаться. Физические свойства и анализ показали, что он идентичен сублимированному ализарину. Было обнаружено, что растворимость ализарина в воде возрастает от 0,031 г/100 г воды при 100°С до 3,16 г/100 г воды.
В другой работе Шутценбергер и Х. Шифферт доказали, что коммерческий пурпурин на самом деле представляет собой смесь четырёх различных красящих веществ, каждое из которых отличается от ализарина; два красных, которые они назвали пурпурином и псевдопурпурином, другой — темно-оранжево- красным, а четвёртый — светло-желтым (ксантопурпурин). Процедура их разделения основывалась на их относительной растворимости в дистиллированном бензоле и спирте. Растворением коммерческого пурпурина бензолом при 50 или 60°С отделяется ксантопурпурин, изомер ализарина. Нерастворимую в бензоле фракцию высушивали, а затем экстрагировали при 50°С спиртом. При охлаждении экстракта кристаллизовался гидрат ализарина. Пурпурин и псевдопурпурин разделяли на основании того, что последний не растворяется в кипящем спирте. По данным Шутценбергера и Х. Шифферта, пурпурин мало растворяется в холодном бензоле или спирте, но хорошо растворяется в легкокипящих растворителях. Он растворялся в аммиаке, образуя пурпурно-красный раствор. Его можно было бы использовать для окраски при использовании тех же протрав, что и для ализарина. Псевдопурпурин мало растворим в холодном бензоле или спирте и немного лучше растворялся в горячем растворителе. Оранжево- красный компонент хорошо растворялся в спирте и умеренно растворялся в бензоле. Он растворялся в аммиаке, получая раствор от темно-красного до оранжевого цвета. Жёлтое вещество хорошо растворялось в бензоле и спирте и давало раствор красно-оранжевого цвета с аммиаком. Он придавал глиноземным протравам сильный жёлтый цвет. В предыдущих публикациях сообщалось, что этот краситель содержит кармин. У других была выделена карминовая кислота, аморфное соединение. Было также известно, что кошениль при контакте в течение некоторого времени с водным раствором аммиака полностью меняла свои свойства: красный краситель превращался в фиолетовый, который нельзя было считать аммиачной солью карминовой кислоты, поскольку цвет не возвращался. Шутценбергер решил провести дополнительные эксперименты, чтобы определить точный состав карминовой кислоты. На первом этапе он приготовил карминовую кислоту, обработав водный раствор кошенили хлоридом кальция, чтобы отделить красящий материал в виде кальциевого лака. Шутценбергер сообщил, что он тщательно повторил свои эксперименты с другими видами кошенили и получил карминовую кислоту различного состава, в частности, процентного содержания кислорода. Это привело его к предположению, что кошениль содержит по крайней мере два красящих вещества, различающихся содержанием кислорода, и оценил их эмпирические формулы как C₁₈H₈O₁₀ (карминовая кислота) для менее окисленных видов и C₁₈H₈O₁₄ для более окисленных (оксикарминовая кислота). Сухой лак разлагали спиртовым раствором щавелевой кислоты, полученный красный раствор фильтровали и концентрировали упариванием. В этом сиропе карминовая кислота осаждается в виде прозрачных красных кристаллических комков, содержащих высокий процент азота, который, как предположил Шутценбергер, представляет собой комбинацию карминовой кислоты с определённым производным азота, возможно, тирозином. Дополнительные работы в области растительных красителей включали катехин из жёлтого дерева; изатин — окислением индиго; восстановление изатина йодоводородной кислотой; восстановление индиго порошкообразным гидроксидом цинка и бария.

### Алкалоиды
Между 1858 и 1865 годами Шутценбергер опубликовал серию очерков об алкалоидах. Он провёл реакцию сульфата хинина с водородом, образующимся в результате реакции цинка с серной кислотой, затем обработал раствор аммиаком и выделил из него тетрагидрат хинина. Нагревание последнего до 140 и 150°С приводит к дегридратированию с образованием тригидрата и дигидрата хинина соответственно.

### Производные платины
Шутценбергер начал свои открытия новых соединений платины случайно. Он пытался синтезировать фосген темновой реакцией, пропуская смесь сухих CO и хлора через платиновую губку, нагретую примерно до 400°С. К своему удивлению, он обнаружил, что образовалось значительное количество фосгена, но платина выступала не только в качестве катализатора, но и реагента. Было получено новое твердое и летучее соединение платины, которое можно было выделить в виде светло-желтого хлопьевидного порошка в прохладной части трубки. Это соединение плавилось при температуре около 150°С, образуя темно-желтую прозрачную жидкость, которая при охлаждении кристаллизовалась. При контакте с водой соединение разлагалось, выделяя углекислый газ и оставляя мелкодисперсный чёрный порошок платины. Процедура синтеза и химические свойства показывали, что это соединение платины, хлора и кислорода. Химический анализ показал, что его состав соответствует формуле (CO)2PtCl2.
Шутценбергер и К. Фонтейн изучали действие хлоридов фосфора на эти новые карбонильные соединения. Их результаты показали, что PCl₅ прореагировал с платиной с образованием соединения, кристаллизующегося в виде желто-красных игольчатых кристаллов, которые были производным тетрахлороплатината. Это соединение легко окислялось до гексахлороплатината, образуя желтые кристаллы. Эти две новые кислоты стали источником большого количества новых химических реакций.

### Гипосернистая кислота
В 1854 году Христиан Фридрих Шенбейн сообщил, что водный раствор SO₂ при контакте с цинком быстро желтеет и начинает обесцвечивать раствор индиго и лакмуса. Через короткое время из раствора выпала сера и он утратил свои изначальные свойства. Шутценбергер полагал, что процесс обесцвечивания происходил из-за образования нового соединения, обладающего сильной восстановительной способностью. Поскольку ни одно из известных соединений серы с водородом или серой не обладало этим свойством, то было он занялся изучением этой реакции подробнее. Многие эксперименты Шутценбергера по выделению активного соединения оказались безуспешными из-за быстроты его разложения. Он обнаружил, что добавление сульфата меди к восстановительной жидкости приводит к образованию ярко-красного осадка гидрида меди, который быстро превращается в сульфид меди. Соли серебра, ртути или золота аналогичным образом восстанавливались до металлов. Лучшие результаты были получены, если раствор сернистой кислоты заменить концентрированным раствором бисульфита натрия. В этом случае восстановительная способность была сильнее и раствор существовал значительно дольше, если не контактировал с воздухом. В этих условиях цинк растворялся частично без выделения водорода, и реакция заканчивалась примерно через 30 минут. При охлаждении жидкости осаждаются кристаллы сульфита цинка и натрия По мнению Шутценбергера, маточный раствор можно было с успехом использовать в качестве эвдиометрической жидкости для поглощения кислорода: при перемешивании воздухом он удалял кислород за несколько секунд, быстрее, чем щелочной раствор пирогаллата. Шутценбергер проанализировал действующее вещество и обнаружил, что это соль дигидроксида серы, аналога фосфорноватистой кислоты.